# متوازية العجلتين

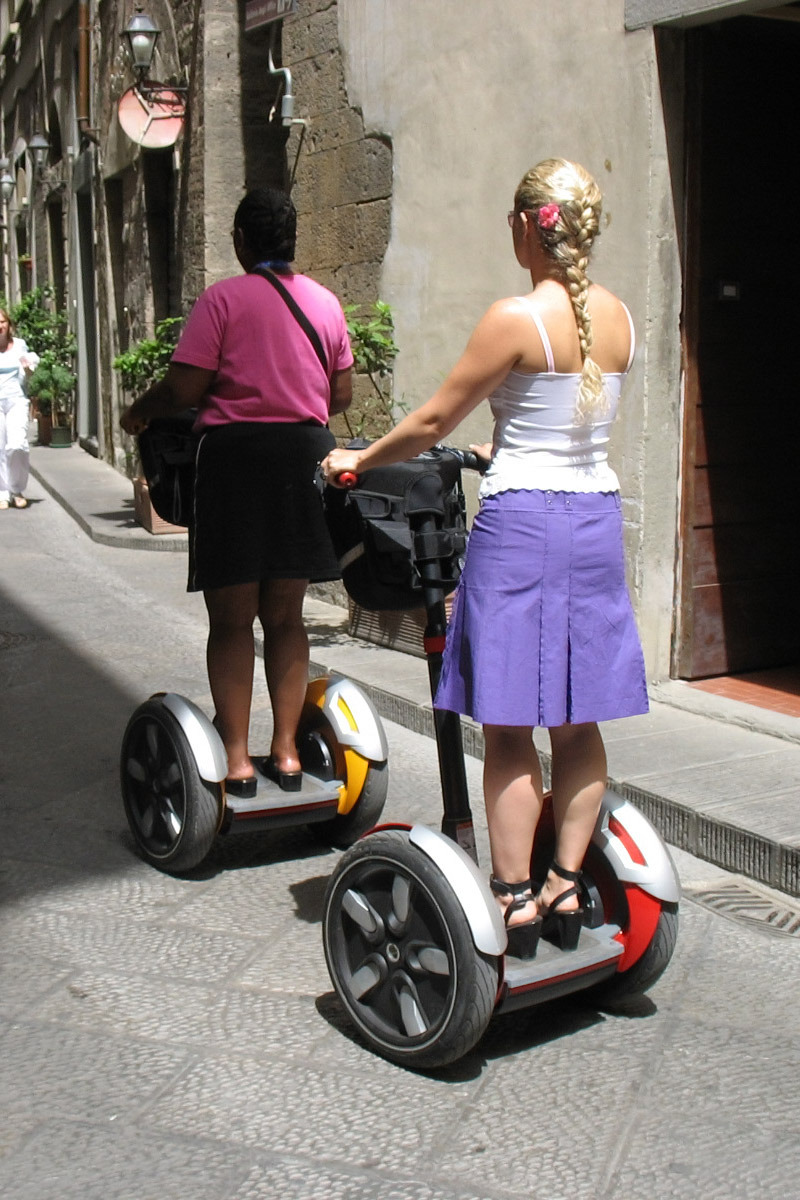
سائحتان في طواف سيغواي بفلورنسا، إيطاليا

متوازية العجلتين (بالإنجليزية: Dicycle, diwheel)‏ هي مركبة ذات عجلتين متوازيتين، جنبًا إلى جنب، على عكس المركبات الوحيدة الأثر [الإنجليزية] مثل الدراجات النارية والدراجات الهوائية، والتي تحتوي على عجلتين في خط مستقيم. كان الاسم الإنجليزي يستخدم في الأصل للإشارة إلى الأجهزة ذات العجلات الكبيرة والدواسات، ويُستخدم الآن فيما يتعلق بالسكتورات ذاتية التوازن ذات العجلات الأصغر والتي لا تحتوي على دواسات مثل سيغواي PT ولوح التحويم ذاتي التوازن.

## معرض صور
- متوازية العجلتين أوتو Otto (عقد 1870)[1]
- متوازية العجلتين في جامعة دلفت للتقانة (الصورة من عام 2011)
- سكوتر ذاتي التوازن
- متوازية العجلتين إيرويل (Airwheel) من طراز Q5